# Заречье (муниципальное образование город Ефремов)
Заречье — деревня в Тульской области России.
В рамках административно-территориального устройства  входит в Чернятинский сельский округ Ефремовского района, в рамках организации местного самоуправления — в муниципальное образование город Ефремов со статусом городского округа.

## География
Расположена на северо-восточной окраине города Ефремов.

## История
В 1961 году Указом Президиума Верховного Совета РСФСР деревня Уродовка переименована в Заречье.

## Население
| 2002 | 2004  | 2010  |
| ---- | ----- | ----- |
| 1530 | ↗1641 | ↘1604 |

## Известные уроженцы
- Карлов, Фёдор Васильевич (1901—1986), Герой Советского Союза, генерал-майор.